# Talinaceae
Talinaceae é uma pequena família de plantas dicotiledóneas dentro da ordem Caryophyllales. Compreende dois géneros, Talinella e Talinum, e cerca de 27 espécies que se distribuem na América e África, incluindo Madagáscar.
Esta família foi reconhecida por sistemas modernos de classificação, como o sistema APG III de 2009.
Anteriormente, os géneros que constituem esta família estavam colocados na família Portulacaceae, mas as análises filogenéticas sobre dados moleculares indicam que os dois géneros que a constituem compreendem um clado monofilético, que deve ser considerado como uma família separada.

## Descrição
São plantas herbáceas ou trepadeiras arbustivas.  Apresentam tubérculos como órgãos subterrâneos de sobrevivência. Algumas espécies apresentam metabolismo ácido das crassuláceas (CAM). As folhas possuem escamas axilares emparelhadas e epiderme com papilas. As flores apresentam um ovário sincárpico formado por três carpelos. O fruto é uma baga mucilaginosa e indeiscente. O número cromossómico básico é x = 8.